# 寧南坊
寧南坊是臺灣明鄭時期的承天府與清朝的臺灣府城底下的行政區劃，位於府城南邊，歷來範圍有所增減，在清朝末年臺灣府城內從四坊改成六坊二堡時，寧南坊是唯一一個保持舊稱未分拆的坊。另外在部分文獻中寧南坊又被寫作「凝南坊」。
境內知名廟宇有臺南孔子廟與延平郡王祠等，而在清末的聯境防守劃分中，寧南坊大致分由六合境與八吉境負責防守。

## 沿革
寧南坊之名最早可見於沈光文《臺灣輿圖考》一書，寫說「（承天府）坊有東安、西定、寧南、鎮北四坊」，當時寧南坊北界為十字街東鷲嶺南坡的鬼仔埔，東界約為德慶溪支流枋溪，南界為福安坑溪，西界為磚仔橋一帶，內有夫子廟（臺南孔子廟）與馬兵營（今原臺南地方法院一帶）。
進入清朝統治並築起臺灣府城城垣後，寧南坊南界延伸到城垣南段，而後到了道光十年（1830年），寧南坊北界為十字街，境內有上橫（祥雲）街、五帝廟前街、頂打石（鼎甲石）街、糖仔街、龍王廟街、菜市街、檨仔林街，整體呈現北窄南寬的葫蘆形。而在府城四坊析分成八坊時，寧南坊是唯一保有舊名的坊，但與東安坊的交界處一帶有部分區域改隸屬於新劃分的東安下坊。
進入日治時期後，原有的坊里制度逐漸失去作用，實施町制後，原寧南坊範圍相當於幸町、末廣町、泉町與南門町。